# Таплин, Черил
Черил Таплин (англ. Cheryl Taplin; род. 2 сентября 1972, Сиэтл, Вашингтон) — американская легкоатлетка, специалистка по бегу на короткие дистанции. Выступала на профессиональном уровне в 1990-х годах, победительница Кубка мира, двукратная чемпионка Игр доброй воли, двукратная чемпионка Всемирных Универсиад, многократная призёрка первенств национального значения, участница чемпионатов мира 1997 года в Афинах и 1999 года в Севилье.

## Биография
Черил Таплин родилась 2 сентября 1972 года в Сиэтле, штат Вашингтон.
Занималась лёгкой атлетикой во время учёбы в Университете штата Луизиана, состояла в университетской легкоатлетической команде LSU Tigers, с которой неоднократно принимала участие в различных студенческих соревнованиях, в частности в 1992 и 1993 годах дважды выигрывала первый дивизион чемпионата Национальной ассоциации студенческого спорта (NCAA) в эстафете 4 × 100 метров.
Будучи студенткой, в 1993 году представляла США на домашней Всемирной Универсиаде в Буффало, где дошла до полуфинала в индивидуальном беге на 100 метров и одержала победу в эстафете 4 × 100 метров.
В 1994 году вошла в основной состав американской сборной и среди прочего выступила на Играх доброй воли в Санкт-Петербурге, где стала седьмой в беге на 100 метров и выиграла эстафету 4 × 100 метров.
В 1995 году в эстафете 4 × 100 метров завоевала золотую награду на Универсиаде в Фукуоке.
В 1997 году в дисциплине 200 метров стала серебряной призёркой на чемпионате США в Индианаполисе, остановилась на стадии четвертьфиналов на чемпионате мира в Афинах.
В 1998 году в 200-метровом беге взяла бронзу на чемпионате США в Новом Орлеане. На Играх доброй воли в Нью-Йорке финишировала четвёртой в беге на 200 метров и вновь победила в эстафете 4 × 100 метров. В эстафете также стала победительницей Кубка мира в Йоханнесбурге.
В 1999 году на чемпионате мира в Севилье дошла до четвертьфинала в беге на 100 метров и заняла четвёртое место в эстафете 4 × 100 метров.
Завершила спортивную карьеру по окончании сезона 2000 года.
За выдающиеся спортивные достижения в 2006 году была введена в Зал славы Университете штата Луизиана. С 2014 года — на Стене славы Penn Relays.
Впоследствии работала тренером и спортивным функционером в Университете Южной Калифорнии, курировала университетскую футбольную команду. Получила степень магистра в области коммуникационного менеджмента.